# 카살부오노
카살부오노(이탈리아어: Casalbuono)는 이탈리아 캄파니아주 살레르노도에 위치한 코무네다.

## 같이 보기
- 발로 디 디아노